# Репрезентација Мађарске у хокеју на леду
Мађарска репрезентација у хокеју на леду представља Мађарску на међународним такмичењима у хокеја на леду. Мађарски национални хокејашки тим наступа на такмичењима које организује ИИХФ као што су Европска, Сетска првенства и олимпијске игре. У Мађрској постоји Хокејашки савез Мађарске који брине о домаћим и међудржавним такмичењима.
Премијерну утакмицу Мађарска је одиграла у Бечу против репрезентације Аустрије, 24. јануара 1927. године и изгубила 6:0. Најтежи пораз Мађарска је доживела од Совјетског Савеза, 1964. године на утакмици одиграној у Инзбруку где је изгубила са резултатом 19:1. Највећу победу 31:1 остварили су против Белгије 1971. године.
Највише утакмица за хокејашку репрезентацију Мађарске је одиграо Канђал Балаж, 237 утакмица, а највише поена је освојио Балаш Ладањи 187.

## Историјат
Од 1930. до 1939. године, Мађарска редовно учествују на Светском првенству, а најбољи резултат је 5. место 1937. године. До данас, тим се три пута такмичио на Олимпијским играма, а последњи пут на Играма 1964. у Инзбруку. Најбољи пласман им је 8. место на Играма 1936. године у Гармиш-Партенкирхену.
Од 2002. године заузимају друга, трећа или четврта места на Светским првенствима друге дивизије.
Мађарска репрезентација освојила је своју групу на Светском првенству Дивизије I 2008. године, чиме се квалификовала за учешће у елитној дивизији Светског првенства 2009. године. Ово је било први пут од 1939. године да се Мађарска квалификовала за највишу дивизију међународног хокеја. Ипак, овај успех је био у сенци изненадне смрти капитена тима Габора Очкаја, а тим је на крају испао назад у Дивизију I.
Године 2015. Мађарска је завршила на другом месту у својој групи на Светском првенству Дивизије I, иза Казахстана, чиме је обезбедила пласман на Светско првенство 2016. године.
Дана 4. маја 2024. године, Мађарска је победила Словенију резултатом 2:1 у последњем колу Светског првенства Дивизије I 2024. године и постала шампион Дивизије I. Тиме се Мађарска квалификовала за Светско првенство 2025. године. На Светском првенству 2025. године успели су да победе Казахстан са 4:2 и заузму 14. место. Тако су први пут од када се игра овај систем такмичења успели да опстану у елитној дивизији.

## Резултати

### Олимпијске игре
- 1928 − 11. место
- 1936 − 7. место
- 1964 − 16. место

### Светско првенство
| - 1930. − 6. место - 1931. − 7. место - 1933. − 7. место - 1934. − 6. место - 1935. − 11. место - 1937. − 5. место - 1938. − 7. место - 1939. − 7. место - 1947. − Нису се такмичили - 1949. − Нису се такмичили - 1950. − Нису се такмичили - 1951. − Нису се такмичили - 1953. − Нису се такмичили - 1954. − Нису се такмичили - 1955. − Нису се такмичили - 1957. − Нису се такмичили - 1958. − Нису се такмичили - 1959. − 14. место (2. место, група Б) - 1961. − Нису се такмичили - 1962. − Нису се такмичили - 1963. − 17. место (2. место, група Ц) - 1965. − 12. место (8. место, група Б) - 1966. − 15. место (7. место, група Б) - 1967. − 16. место (8. место, група Б) - 1969. − 17. место (3. место, група Ц) - 1970. − 18. место (4. место, група Ц) | - 1971. − 19. место (3. место, група Ц) - 1972. − 18. место (5. место, група Ц) - 1973. − 17. место (3. место, група Ц) - 1974. − 18. место (4. место, група Ц) - 1975. − 18. место (4. место, група Б) - 1976. − 18. место (2. место, група Ц) - 1977. − 14. место (6. место, група Б) - 1978. − 13. место (6. место, група Б) - 1979. − 17. место (9. место, група Б) - 1981. − 19. место (3. место, група Ц) - 1982. − 21. место (5. место, група Ц) - 1983. − 18. место (2. место, група Ц) - 1985. − 16. место (8. место, група Б) - 1986. − 22. место (6. место, група Ц) - 1987. − 21. место (5. место, група Ц) - 1989. − 20. место (4. место, група Ц) - 1990. − 23. место (7. место, група Ц) - 1991. − 22. место (6. место, група Ц) - 1992. − 24. место (4. место, група Ц1) - 1993. − 24. место (4. место, група Ц1) - 1994. − 26. место (6. место, група Ц1) - 1995. − 26. место (8. место, група Ц1) - 1996. − 24. место (4. место, група Ц) - 1997. − 26. место (6. место, група Ц) - 1998. − 25. место (1. место, група Ц) - 1999. − 24. место (8. место, група Б) | - 2000. − 25. место (1. место, група Ц) - 2001. − 23. место (4. место, Див. I, група A) - 2002. − 20. место (2. место, Див. I, група Б) - 2003. − 21. место (3. место, Див. I, група А) - 2004. − 24. место (4. место, Див. I, група А) - 2005. − 21. место (3. место, Див. I, група А) - 2006. − 23. место (4. место, Див. I, група A) - 2007. − 19. место (2. место, Див. I, група Б) - 2008. − 18. место (1. место, Див. I, група Б) - 2009. − 16. место - 2010. − 20. место (2. место, Див. I, група Б) - 2011. − 19. место (2. место, Див. I, група А) - 2012. − 19. место (3. место, Див. I, група А) - 2013. − 19. место (3. место, Див. I, група А) - 2014. − 21. место (5. место, Див. I, група А) - 2015. − 18. место (2. место, Див. I, група А) - 2016. − 15. место - 2017. − 21. место (5. место, Див. I, група А) - 2018. − 20. место (4. место, Див. I, група А) - 2019. − 21. место (5. место, Див. I, група А) - 2020. − Отказано због Пандемије ковида 19 - 2021. − Отказано због Пандемије ковида 19 - 2022. − 18. место (2. место, Див. I, група А) - 2023. − 15. место - 2024. − 17. место (1. место, Див. I, група А) - 2025. − 14. место |